# Aécio de Amida
Aécio de Amida (em grego clássico: Ἀέτιος Ἀμιδηνός; em latim: Aëtius Amidenus) foi um escritor e médico bizantino que floresceu no começo do século VI e que se distinguiu por sua erudição. Tornar-se-ia arquiatro em Constantinopla e conde do obséquio.

## Vida
Aécio era natural de Amida, na Mesopotâmia. A data de seu nascimento é incerta, mas é sugerido que viveu no fim do século V ou começo do VI, pois citou a morte do patriarca Cirilo de Alexandria em 444 e o arquiatro Pedro, que trabalhava ao rei ostrogótico Teodorico, o Grande (r. 474–526). Foi citado, por sua vez, pelo médico Alexandre de Trales em meados do século VI. Em data incerta, viajou para Alexandria, no Egito, onde estudou medicina. Quiçá era cristão, permitindo a confusão dele com Aécio de Antioquia, que viveu no tempo do imperador Juliano (r. 361–363). Em alguns manuscritos é citado com o título de conde do obséquio (em grego: κόμης οψικίου; romaniz.: komēs opsikiou; em latim: comes obsequii), o que significa que era um oficial chefe aos serviços do imperador. Segundo Fócio, recebeu o título em Constantinopla, onde praticava medicina. Aécio se distinguiu por sua grande erudição.

## Obra
Aécio parece ser o primeiro escritor médico grego cristão que não ofereceu quaisquer magias e encantos em voga entre os egípcios, como aquele de São Brás na remoção de um osso espetado na garganta, e outra em relação a um fístula. A divisão de sua obra Dezesseis Livros de Medicina (em grego: Βιβλία Ιατρικά Εκκαίδεκα) em quatro tetrabilos não foi feita por ele, mas (como observa Fabrício) foi uma invenção de alguns tradutores modernos, já que sua maneira de citar seu próprio trabalho é de acordo com a série numérica dos livros. Embora seu trabalho não contenha muita matéria original, e esteja fortemente baseado nas obras de Galeno e Oribásio, não deixa de ser um dos vestígios médicos mais importantes da Antiguidade, por ser uma compilação muito criteriosa dos escritos de muitos autores, muitos da Biblioteca de Alexandria, cujas obras foram há muito perdidas. No manuscrito para o livro 8.13, a palavra άκμή (acme) é escrita como άκνή, dando origem à palavra moderna acne.
A obra de Aécio nunca apareceu por inteiro em grego. Metade foi publicada em Veneza em 1534 como Aetii Amideni Librorum Medicinalium tomus primus; primi scilicet Libri Octo nunc primum in lucem editi, Graecè, mas a segunda nunca apareceu. Alguns capítulos do nono livro foram publicados em grego e latim por J. E. Hebenstreit em 1757 sob o título de Tentamen Philologicum Medicum super Aetii Amideni Synopsis Medicorum Veterum e Aetii Amideni Ανεκδότων (...) Specimen alterum. Outro capítulo do mesmo livro foi editado em grego e latim por Johan Magnus af Tengström em 1817 como Commentationum in Aetii Amideni Medici Ανεκδοτα Specimen Primum e um extrato do mesmo capítulo foi inserido por Andreas Moustoxydis e Demetrios Schinas em seu Συλλογη Ελληνικων Ανεκδότων de 1816. O vigésimo quinto capítulo do nono livro foi editado em grego e latim por J. C. Horn em 1654 e o capítulo De significationibus Stellarum foi incluído em grego em latim por Dionísio Petávio em seu Uranologion. Seis livros (do oitavo ao décimo terceiro) foram publicados em Basileia em 1533 em latim por Jano Cornário sob o título de Aetii Antiocheni Medici de cognoscendis et eurandis Morbis Sermones Sex jam primum in lucem editi. Em 1535, os dez livros restantes foram traduzidos e publicados em Basileia por J. B. Montanus, em dois volumes. Em 1534, a tradução latina completa foi publicada em Veneza por Juntas. Em 1542, Cornário completou e publicou a tradução d aobra completa em Basileira, que foi reimpressa em Basileira em 1549, Veneza em 1543 e 1544, Lião em 1549 e no Medicae Artis Principes de H. Stephens em Paris em 1567.